# PERN
PERN S.A. (do 1 czerwca 2016: Przedsiębiorstwo Eksploatacji Rurociągów Naftowych „Przyjaźń”) – polskie przedsiębiorstwo, zajmujące się logistyką naftową. Zarządza siecią rurociągów naftowych i produktowych, posiada około 4,1 mln m³ pojemności magazynowej na ropę naftową oraz około 2,4 mln m³ na paliwa płynne. Jest strategiczną spółką gwarantującą bezpieczeństwo energetyczne Polski.

## Działalność
Grupa PERN dysponuje morskim terminalem przeładunkowym o mocy 36 mln ton ropy naftowej oraz 4 mln ton paliw rocznie. Prowadzi działalność w zakresie transportu i magazynowania ropy naftowej oraz paliw, a także przeładunku paliw i ich składowania dla podmiotów zajmujących się handlem i dystrybucją paliw.
Grupa PERN świadczy także usługi w zakresie dozowania dodatków i biokomponentów do paliw, wykonuje badania laboratoryjne produktów naftowych, inspekcje stanu technicznego rurociągów, dzierżawi włókna światłowodowe, prowadzi transmisje danych internetowych, a także oferuje usługi kolokacji.
Celem strategicznym Grupy Kapitałowej PERN jest wzmocnienie pozycji w obszarze magazynowania i transportu ropy naftowej oraz rozwój w obszarze paliw m.in. poprzez rozbudowę pojemności magazynowych oraz sieci rurociągów.
W skład Grupy Kapitałowej wchodzą spółki sektora naftowego, realizujące usługi logistyczne w zakresie zaopatrzenia w ropę naftową i paliwa płynne (transport, magazynowanie, przeładunek). Poza tym Grupa PERN skupia spółki świadczące usługi wsparcia, które:
1. Prowadzą prace związane z przeglądem i konserwacją rurociągów, zbiorników i innej infrastruktury technicznej spółek sektora naftowego;
2. Świadczą usługi ochrony osób i mienia, jak też ochrony przeciwpożarowej;
3. Zajmują się, obok badania i oceny stanu technicznego stalowych rurociągów dalekosiężnych przy zastosowaniu tłoków inteligentnych, również opracowywaniem nowych technologii i rozwiązań z dziedziny badania rurociągów, tj. projektowaniem, budową i modernizacjami tłoków badawczych;
4. Świadczą usługi przyjmowania, składowania, przeładunku: siarki granulowanej, olejów bazowych oraz olejów opałowych.

W skład Grupy Kapitałowej PERN wchodzą oprócz PERN S.A.: NAFTOPORT Sp. z o.o., Naftoserwis Sp. z o.o., Naftor Sp. z o.o., „Siarkopol” Gdańsk S.A. Do grupy należy także Sarmatia Sp. z o.o. – spółka o charakterze studialnym, powołana do zbadania możliwości uruchomienia Euroazjatyckiego Korytarza Transportu Ropy (EAKTR), obecnie na odcinku Baku – Odessa – Brody – Płock – Gdańsk.
3 stycznia 2018 nastąpiło połączenie PERN S.A. ze spółką „Operator Logistyczny Paliw Płynnych” sp. z o.o. (OLPP). Połączenie pozwoliło na wykorzystanie efektu synergii w wielu aspektach, w tym m.in. technicznym, rynkowym i finansowym, a jednocześnie przyczyniło się do realizacji polityki energetycznej Polski.
PERN posiada siedzibę w Płocku przy ul. Wyszogrodzkiej 133 oraz Biuro w Warszawie przy ul. Stawki 2b.
W lipcu 2022 roku zostało uruchomionych siedem kolejnych magazynów paliw, przez co pojemność magazynów paliw PERN wzrosła do 2,4 mln m³.

## Obiekty PERN
- Baza Miszewko Strzałkowskie
- Baza Adamowo
- Baza Gdańsk
- Terminal naftowy w Gdańsku
- Baza Paliw nr 1 w Koluszkach (łódzkie)
- Baza Paliw nr 2 w Nowej Wsi Wielkiej (kujawsko-pomorskie)
- Baza Paliw nr 3 w Boronowie (śląskie)
- Baza Paliw nr 4 w Rejowcu (wielkopolskie)
- Baza Paliw nr 5 w Emilianowie (mazowieckie)
- Baza Paliw nr 6 w Skarżysku Kościelnym (świętokrzyskie)
- Baza Paliw nr 7 w Trzebieży (zachodniopomorskie)
- Baza Paliw nr 8 w Jastrowiu (wielkopolskie)
- Baza Paliw nr 9 w Woli Rzędzińskiej (małopolskie)
- Baza Paliw nr 10 w Kawicach (dolnośląskie)
- Baza Paliw nr 11 w Zamku Bierzgłowskim (kujawsko-pomorskie)
- Baza Paliw nr 12 w Chruścielu (warmińsko-mazurskie)
- Baza Paliw nr 13 w Zawadówce (lubelskie)
- Baza Paliw nr 14 w Strzemieszycach (śląskie)
- Baza Paliw nr 15 w Narewce (podlaskie)
- Baza Paliw nr 16 w Waliłach (podlaskie)
- Baza Paliw nr 17 w Baryczy (świętokrzyskie)
- Baza Paliw nr 18 w Żaganiu (lubuskie)
- Baza Paliw nr 19 w Grabownie Wielkim (dolnośląskie)
- Baza Paliw nr 20 w Ugoszczy (pomorskie)
- Baza Paliw nr 21 w Dębogórzu (pomorskie)
- Baza Paliw nr 22 w Małaszewiczach (lubelskie)

## Kalendarium PERN S.A.
| 1959            | Utworzenie Przedsiębiorstwa Eksploatacji Rurociągu Naftowego w budowie. |
| 1960            | Rozpoczęcie budowy pierwszej nitki polskiego odcinka rurociągu „Przyjaźń”. |
| 1963            | Rozpoczęcie eksploatacji pierwszej nitki polskiego odcinka rurociągu „Przyjaźń”. |
| 1964            | Zmiana nazwy przedsiębiorstwa na Przedsiębiorstwo Eksploatacji Rurociągu Naftowego „Przyjaźń”. |
| 1968            | Rozpoczęcie eksploatacji rurociągów produktów finalnych Płock–Koluszki. |
| 1970            | Rozpoczęcie eksploatacji rurociągu produktów finalnych Płock–Mościska. |
|                 | Rozpoczęcie budowy drugiej nitki rurociągu „Przyjaźń”. |
| 1972            | Rozpoczęcie eksploatacji drugiej nitki rurociągu „Przyjaźń” na odcinku wschodnim. |
| 1973            | Rozpoczęcie eksploatacji drugiej nitki rurociągu „Przyjaźń” na odcinku zachodnim. |
|                 | Rozpoczęcie budowy rurociągu pomorskiego. |
| 1975            | Rozpoczęcie eksploatacji rurociągu pomorskiego. |
|                 | Rozpoczęcie eksploatacji rurociągu produktów finalnych Mościska–Emilianów. |
| 1983            | Rozpoczęcie eksploatacji rurociągu produktów finalnych Płock–Nowa Wieś Wielka. |
|                 | Zmiana nazwy przedsiębiorstwa na Przedsiębiorstwo Eksploatacji Rurociągów Naftowych „Przyjaźń”. |
| 1992            | Rozpoczęcie eksploatacji rurociągu produktów finalnych Koluszki–Boronów. |
| 1993            | Rozpoczęcie eksploatacji rurociągu produktów finalnych Nowa Wieś Wielka–Rejowiec. |
| 1999            | Przekształcenie przedsiębiorstwa w spółkę akcyjną Skarbu Państwa. |
| 2002            | Rozpoczęcie budowy trzeciej nitki rurociągu „Przyjaźń” na odcinku wschodnim. |
|                 | Rozpoczęcie budowy czterech nowych zbiorników na ropę naftową, każdy o pojemności 100 000 m³. |
|                 | Rozpoczęcie budowy sieci światłowodowych wzdłuż wszystkich odcinków eksploatowanych przez spółkę rurociągów.                                                                                               |
| 2005            | Przejęcie kontrolnego pakietu udziałów w Naftoport Sp. z o.o. |
| 2009            | Zakończenie I etapu budowy III nitki rurociągu „Przyjaźń”. |
|                 | Włączenie Operatora Logistycznego Paliw Płynnych do grupy kapitałowej PERN „Przyjaźń”. |
|                 | Rozpoczęcie inwestycji budowy dwóch zbiorników o pojemności 100 000 m³ w Adamowie. |
| 2010            | Zakończenie II etapu budowy III nitki rurociągu „Przyjaźń”. |
|                 | Przejęcie „SIARKOPOL” Gdańsk S.A. |
| 2011            | Oddanie do eksploatacji dwóch zbiorników o pojemności 100 000 m³ każdy na ropę naftową w Adamowie. |
|                 | Rozpoczęcie inwestycji budowy dwóch zbiorników o pojemności 100 000 m³ w Płocku. |
| 2013            | Podpisanie umowy z generalnym wykonawcą inwestycji Terminal Naftowy w Gdańsku z IDS-BUD S.A. |
|                 | Oddanie do eksploatacji dwóch zbiorników o pojemności 100 000 m³, każdy na ropę naftową w Miszewku Strzałkowskim pod Płockiem.                                                                             |
| 2014            | Wmurowanie kamienia węgielnego pod budowę Terminala Naftowego w Gdańsku. |
| 1 czerwca 2016  | Przedsiębiorstwo Eksploatacji Rurociągów Naftowych „Przyjaźń” Spółka Akcyjna zmieniła swoją nazwę na PERN Spółka akcyjna. Zmianie uległa również skrócona nazwa spółki z PERN „Przyjaźń” S.A. na PERN S.A. |
| 3 stycznia 2018 | Połączenie PERN S.A. i Operatora Logistycznego Paliw Płynnych Sp. z o.o. |